# Шютц, Фридрих Вильгельм
Фридрих Вильгельм фон Шютц (нем. Friedrich Wilhelm von Schütz; 25 апреля 1758, Эрдмансдорф, ныне в составе Августусбурга — 9 марта 1834, Цербст) — немецкий публицист и драматург.
Сын Юлиуса Эрнста фон Шютца, окружного начальника Рудногорского округа Саксонского курфюршества. В 1777—1779 гг. изучал право в Лейпцигском университете.
Дебютировал в печати рядом сочинений в пользу эмансипации евреев: «В защиту Натана Мудрого» (нем. Apologie Nathan den Weisen betreffend; 1781, в связи с одноимённой пьесой Г. Э. Лессинга), «Жизнь и мнения Мозеса Мендельсона» (нем. Leben und Meinungen Moses Mendelssohn; 1787, первая книга о Мендельсоне). Вступил в общества масонов, розенкрейцеров и иллюминатов, однако в дальнейшем сосредоточился на масонстве, в 1792—1793 гг. досточтимый мастер ложи «Единство и терпимость» (нем. Einigkeit und Toleranz), объединявшей христиан и евреев.
С 1787 г. жил и работал в Альтоне, до 1791 г. издавал журнал «Архив энтузиазма и просвещения» (нем. Archiv der Schwärmerei und Aufklärung), затем совершил поездку в Англию, после чего опубликовал книгу «Письма о Лондоне» (нем. Briefe über London). В 1792 г. издавал в Гамбурге газету «Нижнесаксонский Меркурий» (нем. Niedersächsischer Merkur), подвергшуюся в конце года цензурному запрету. В 1796—1797 гг. пытался издавать журнал «Новый архив энтузиазма и просвещения» и газету «Новый нижнесаксонский Меркурий». На публицистику Шютца 1790-х гг. оказали огромное влияние события Французской революции.
Разочаровавшись в перспективах революции, в 1798 г. Шютц приобрёл имение в Хойсбюттеле (ныне в составе коммуны Аммерсбек) и удалился в него, но вскоре вновь вернулся к активной деятельности, заняв должность директора театра в Альтоне. Написал для этого театра ряд пьес, собрав их в книгу «Новые пьесы для Альтонского театра» (нем. Neue Schauspiele für das Altonaer Theater; 1804). Одновременно продолжал выступать как публицист, напечатал ряд книг о достопримечательностях Нижней Саксонии, юридический комментарий к Кодексу Наполеона, очерк жизни и трудов К. Ф. Синтениса (нем. C. F. Sintenis Leben und Wirken, als Mensch, Schriftsteller und Kanzelredner; 1820), книги о путешествиях и т. д. С 1802 г. публиковал с продолжением «Историю войны в Европе после 1792 года» (нем. Geschichte der Kriege in Europa seit dem Jahre 1792), к 1815 г. вышло 15 томов.
В 1819 г. перебрался в Цербст и полностью посвятил себя трудам в области масонства.
Шютцу была посвящена докторская диссертация Йозефа Геббельса «Вильгельм фон Шютц как драматург».